# Сан-Жоржи-да-Бейра
Сан-Жо́ржи-да-Бе́йра (порт. São Jorge da Beira) — район (фрегезия) в Португалии, входит в округ Каштелу-Бранку. Является составной частью муниципалитета Ковильян. По старому административному делению входил в провинцию Бейра-Байша. Входит в экономико-статистический субрегион Кова-да-Бейра, который входит в Центральный регион. Население составляет 694 человека на 2001 год. Занимает площадь 24,89 км².
Покровителем района считается Георгий Победоносец (порт. S. Jorge).